# Паттензен
Паттензен (нім. Pattensen) — місто в Німеччині, розташоване в землі Нижня Саксонія. Входить до складу району Ганновер.
Площа — 67 км2. Населення становить 14 525 ос. (станом на 31 грудня 2021).